# Birkentalmühle

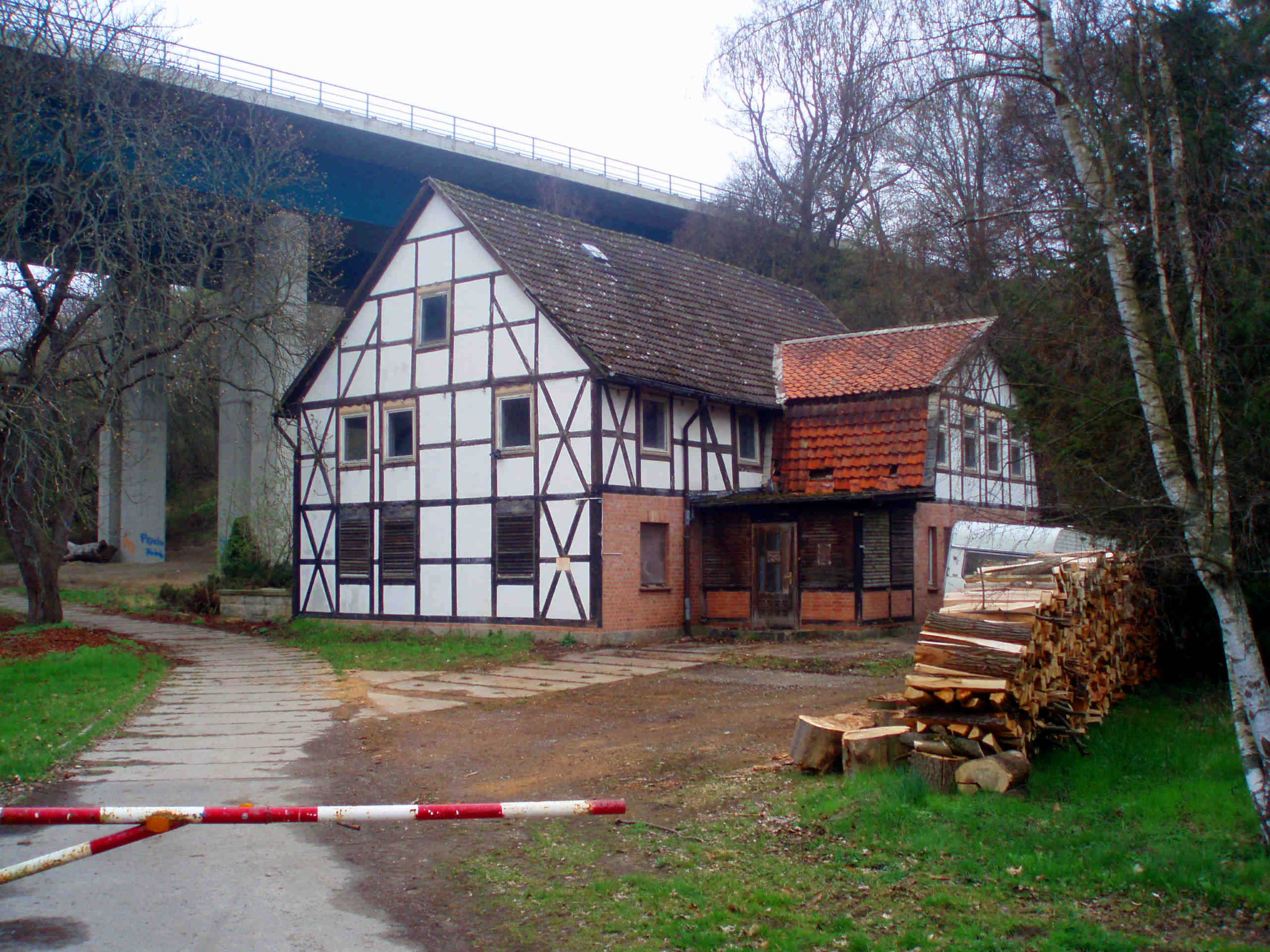
Bei der Birkentalmühle

Die Birkentalmühle war eine Wassermühle bei Blankenburg (Harz) am Nordrand des Harzes.

## Geschichte
Betrieben wurde die Mühle vom Wasser des Goldbaches, der beim Mühlengebäude angestaut wurde. Im Umfeld der früheren Mühle entstanden mehrere Wohnhäuser, die zu DDR-Zeiten als Post-Ferienheim genutzt worden und heute teilweise leer stehen. Seit 2004 führt hier eine Brücke der Bundesstraße 6 und heutigen A 36 über das Tal.
Koordinaten: 51° 48′ 55″ N, 10° 56′ 10″ O